# Wilhelm Johansson (skådespelare)
Mikael Wilhelm Johansson, född 2 oktober 1994, är en svensk skådespelare.
Wilhelm Johansson har bland annat medverkat i TV-produktionerna Viva Hate, "#hashtag" och Vår tid är nu på SVT.
På teater har han setts i uppsättningarna Karlsson på taket och Markurells i Wadköping, på Göteborgs stadsteater och Dramaten.
År 2017 tog han examen från Skara Skolscen.

## Filmografi och TV
- 2014 – Viva Hate (TV-serie)
- 2018 – Vår tid är nu (TV-serie)
- 2020 – Min pappa Marianne

### Fotnoter
1. ↑  ”Wilhelm Johansson”. IMDb. http://www.imdb.com/name/nm6825447/. Läst 28 december 2017.
2. ↑  ”Johansson Wilhelm - Dramaten”. www.dramaten.se. http://www.dramaten.se/medverkande/skadespelare/johansson-wilhelm/. Läst 27 december 2017.